# 侯方域
侯方域（1618年—1655年1月30日），字朝宗，號雪苑、杂庸子，河南商丘人，明末清初文人，與汪琬、魏禧合稱「明末清初散文三大家」。与冒襄、陈贞慧、方以智，合称「明末四公子」。與陳貞慧交情尤深。孔尚任《桃花扇》戲劇，即方域愛情故事。

## 生平
侯方域是明末世族子弟，户部尚书侯恂之子，行三。祖父侯执蒲及父辈都是东林党人，均因反对宦官专权而被黜。
侯方域师从倪元璐，性格豪迈不羁，文章风采，著名于时，好戲曲，朝宗“身自按谱，不使一字讹误……脱或白雪偶乖，红牙稍越，曲有误，周郎顾，闻声先觉，虽梨园老弟子莫不畏服其神也”。为复社成员。史可法給多爾袞的回信《復多爾袞書》即為方域任職可法幕府時捉刀。
崇禎十六年（1643年），鎮守武昌的左良玉揚言就食金陵，一時人心惶惶；南京兵部尚書熊明遇以侯恂對左良玉有恩，請侯方域假託父親的名義致書退之。不料與復社成員有仇的阮大鋮趁機誣陷侯方域與左良玉聯絡，是要做內應。侯方域避禍宜興，借住在陳貞慧家中，仍在弘光元年（1645年）一月被逮捕而卒獲釋。
遭逮之際，侯方域以家眷託陳貞慧，並為兒女定親，從此兩不相負。不久阮大鋮入弘光朝廷為官，繼續迫害復社人等，將陳貞慧逮捕入獄；侯方域以數千兩銀遊說高官，才使陳貞慧獲釋。
入清后，侯方域参加科举，应河南乡试，为副贡生；晚年悔此舉，著《壮悔堂文集》明志。《清史稿·文苑》有传。
清初作家孔尚任撰《桃花扇》劇本即是寫侯方域與秦淮名妓李香君的愛情故事，反映南明一代興亡的歷史劇。

## 著作
《壮悔堂文集》十卷、《四憶堂詩集》六卷，〈李姬傳〉（李香君傳記）。

## 延伸阅读
[在维基数据编辑]
 在维基文库阅读此作者作品（ 在维基共享资源阅览影像）
 《清史稿·卷491》
 《清史稿/卷484》，出自趙爾巽《清史稿》